# Mälbyn
Mälbyn och Sydingösby är en bebyggelse i Alunda socken i Östhammars kommun belägen nordost om Alunda. SCB avgränsade här en småort 2020.